# La generala
La generala es una película mexicana de drama de 1970 escrita y dirigida por Juan Ibáñez y protagonizada por María Félix y Evangelina Elizondo. La historia se desarrolla durante la etapa de la Revolución mexicana, por lo que muchos la consideran una película de guerra o épica.

## Sinopsis
Durante la revolución mexicana, una rígida y opulenta terrateniente llamada Mariana Sampedro (María Félix), es abrumada por la violencia de los tiempos. Perdiendo su tierra y casa, se enamora de un líder revolucionario que es asesinado por un sádico y corrupto coronel federal Feliciano López (Eric del Castillo). Mariana se une a los rebeldes para buscar venganza y la nombran "La Generala".
Cabe destacar que es la primera película en la que María Félix se desnuda totalmente y le tira la goma al Coronel.

## Elenco
- Gabriela Araujo
- Carlos Bracho como Manuel Sampedro
- Óscar Chávez como Mendigo ciego
- Eric del Castillo como Coronel Feliciano López
- Felio Eliel
- Evangelina Elizondo como Raquel
- María Félix como Mariana Sampedro "La Generala"
- Ernesto Gómez Cruz como Cómplice de Feliciano
- Sergio Jiménez como Esteban
- Sergio Kleiner como El rubio
- Ignacio López Tarso como Rosauro Márquez
- Santanón como Ismael
- Beatriz Sheridan como Señora del teatro
- Salvador Sánchez como Jesús